# 28 juni
28 juni is de 179ste dag van het jaar (180ste dag in een schrikkeljaar) in de gregoriaanse kalender. Hierna volgen nog 186 dagen tot het einde van het jaar.
Het is de enige dag van het jaar waarbij de dag (28) en de maand (6) twee verschillende volmaakte of perfecte getallen zijn.

## Gebeurtenissen
- Algemeen
  - 1846 - In Frankrijk verwerft de Belg Adolphe Sax het patent op een zes jaar eerder door hem uitgevonden blaasinstrument: de saxofoon.
  - 1956 - De protesten in het Poolse Poznań beginnen. Ze vormen een aanleiding voor de Hongaarse Opstand in datzelfde jaar.
  - 1965 - Prinses Beatrix verlooft zich met de Duitse diplomaat Claus van Amsberg.
  - 1969 - De Stonewall-rellen in New York zijn de aanleiding tot het ontstaan van de homorechtenbeweging.
  - 1975 - Prinses Christina trouwt met de op Cuba geboren Jorge Guillermo waarbij ze afstand doet van haar aanspraken op de troon.
  - 2016 - Bij een aanslag op het vliegveld van Istanboel verliezen 41 mensen hun leven en raken 239 mensen gewond.[1]
  - 2025 - De dertigste editie van de Gay Pride Parade in Boedapest telt zo'n 200.000 deelnemers ondanks dat het evenement verboden is door de Hongaarse wetgeving.[2]

- Media
  - 1979 - In Nederland gaat de Amerikaanse musicalfilm The Wiz, een bewerking van het boek The Wizard of Oz van L. Frank Baum, in première.[3]

- Muziek
  - 1986 - Onder de naam The Final geeft het Britse duo Wham! een afscheidsconcert in het Wembley Stadium.[3]
  - 2009 - Kathleen Aerts heeft haar laatste optreden bij de meidengroep K3 tijdens het Studio 100-zomerfestival in Ahoy.[4]

- Oorlog
  - 1389 - Het Servische leger wordt door de Turken verpletterend verslagen in de Slag op het Merelveld (Kosovo Polje); dit betekende het einde van het Servische rijk en het begin van de 500 jaar durende Ottomaanse overheersing van grote delen van zuidoost Europa.
  - 1914 - Aartshertog Frans Ferdinand van Oostenrijk wordt doodgeschoten in Sarajevo door Gavrilo Princip. Deze gebeurtenis vormt de aanleiding tot de Eerste Wereldoorlog.
  - 1919 - Ondertekening van het Verdrag van Versailles.
  - 1967 - Israël annexeert Oost-Jeruzalem.
  - 1976 - De PLO kaapt een toestel van Air France onderweg van vliegveld Ben Gurion in Tel Aviv (Israël) naar Parijs (Frankrijk). Na een korte tussenstop in Libië wordt het toestel gedwongen door te vliegen naar Entebbe in Oeganda. Op 4 juli zal de bevrijding, Operatie Entebbe, door het Israëlische leger volgen.
  - 1992 - De Franse president François Mitterrand bezoekt de belegerde stad Sarajevo.
  - 2006 - Israëlische troepen vallen de Gazastrook binnen.

- Politiek
  - 1461 - Eduard IV van Engeland wordt gekroond tot koning.
  - 1787 - Aanhouding bij Goejanverwellesluis, prinses Wilhelmina probeert vanuit Nijmegen Den Haag te bereiken om steun te verwerven. Zij wordt bij de Vlist aangehouden en naar Goejanverwellesluis geleid.
  - 1838 - Koningin Victoria wordt gekroond in de Westminster Abbey in Londen.
  - 1843 - Huwelijk van kroonprins Frederik Willem van Mecklenburg-Strelitz en prinses Augusta van Cambridge in Buckingham Palace in Londen.
  - 1931 - In Spanje worden na het vertrek van koning Alfons XIII verkiezingen gehouden die door de linkse partijen, de PSOE voorop, worden gewonnen.
  - 1932 - In België wordt de eerste taalwet in stemming gebracht.
  - 1946 - De Grondwetgevende Vergadering van Italië kiest Enrico De Nicola tot voorlopig staatshoofd.
  - 1948 - Stalin gooit het Joegoslavië van Tito uit het communistisch blok.
  - 1983 - België - Oprichting van het Arbitragehof, de federale scheidsrechter.
  - 1992 - In Chili kunnen burgers voor het eerst in ruim twintig jaar weer op democratische wijze aan plaatselijke verkiezingen deelnemen.
  - 2000 - Na zeven maanden getouwtrek keert het zesjarige bootvluchtelingetje Elián González met zijn vader terug naar Cuba.
  - 2001 - Slobodan Milošević wordt uitgeleverd aan het Joegoslavië-tribunaal.
  - 2004 - De Coalition Provisional Authority draagt de macht twee dagen vroeger dan gepland over aan een Iraakse interim-regering onder leiding van premier Iyad Allawi.
  - 2007 - Op de dag van haar 40e verjaardag werd Hilde Crevits aangesteld als Vlaams minister.
  - 2011 - De Franse minister Christine Lagarde treedt af en wordt benoemd tot directeur van het Internationaal Monetair Fonds, ter vervanging van Dominique Strauss-Kahn.

- Religie
  - 1878 - Oprichting van de Priestercongregatie van het Heilig Hart van Jezus door de Franse priester Leo Dehon.
  - 1960 - Benoeming van de Nederlander Johannes Willebrands tot secretaris van het Secretariaat voor de Eenheid onder de Christenen van de Romeinse Curie.
  - 1964 - Bisschopswijding van Johannes Willebrands, Nederlands secretaris van het Secretariaat voor de Eenheid onder de Christenen, in Rome door paus Paulus VI.
  - 1988 - Paus Johannes Paulus II creëert 24 nieuwe kardinalen, onder wie de vroegere Italiaanse nuntius in Nederland Angelo Felici.
  - 1988 - Apostolische Constitutie Pastor Bonus van Paus Johannes Paulus II over de hervorming van de Romeinse Curie.
  - 1991 - Paus Johannes Paulus II creëert 22 nieuwe kardinalen, onder wie de Australische oud-nuntius in Nederland Edward Idris Cassidy.
  - 2005 - Opening van het zaligverklaringsproces van paus Johannes Paulus II (1920-2005) in de Sint-Jan van Lateranen te Rome.

- Sport
  - 1987 - In het Wagener-stadion in Amstelveen wint de Nederlandse vrouwenhockeyploeg de eerste editie van de strijd om de Champions Trophy.
  - 1996 - Atleet Marko Koers verbetert in Parijs het bijna elf jaar oude Nederlands record van Rob Druppers op de 1500 meter (3.35,07) met een tijd van 3.33,05.
  - 2009 - Het Braziliaans voetbalelftal wint voor de derde keer in de historie de Confederations Cup.
  - 2014 - Bij ontspoorde feestelijkheden na de WK-overwinning van het Colombiaans voetbalelftal op Uruguay vallen in Bogota zeker acht doden.
  - 2023 - Bij de Europese Spelen in Krakau (Polen) wint de Nederlander Tristan Tulen goud bij het degenschermen door in de finale de Portugees Miguel Frazao te verslaan.[5]

- Wetenschap en technologie
  - 1894 - Lieven Gevaert richt in Mortsel een firma op van fotografische producten.
  - 1935 - Eerste kristallisatie van een virus door Wendell Meredith Stanley.
  - 1965 - Het eerste commerciële telefoongesprek via de satelliet vindt plaats tussen Europa en Amerika.
  - 2011 - Ontdekking van een vierde maan bij dwergplaneet Pluto.
  - 2015 - Een Falcon 9 raket van SpaceX ontploft enkele minuten na de lancering vanaf Cape Canaveral Air Force Station in Florida. De Dragon capsule met 1800 kg benodigdheden voor het ISS gaat daarbij verloren.[6]
  - 2022 - Lancering van de CAPSTONE (Cislunar Autonomous Positioning System Technology Operations and Navigation Experiment) cubesat van NASA met een Electron raket van Rocket Lab vanaf Launch Complex 1 op het Māhia schiereiland in Nieuw-Zeeland. De satelliet gaat onderzoek doen naar de Near-rectilinear halo orbit (NRHO) waarin het zelf wordt geplaatst en naar navigatietechnieken.[7][8]
  - 2023 - De periodieke komeet 121P/Shoemaker-Holt bereikt het perihelium van zijn baan rond de zon tijdens deze verschijning.[9]

## Geboren

Peter Paul Rubens
geboren in 1577

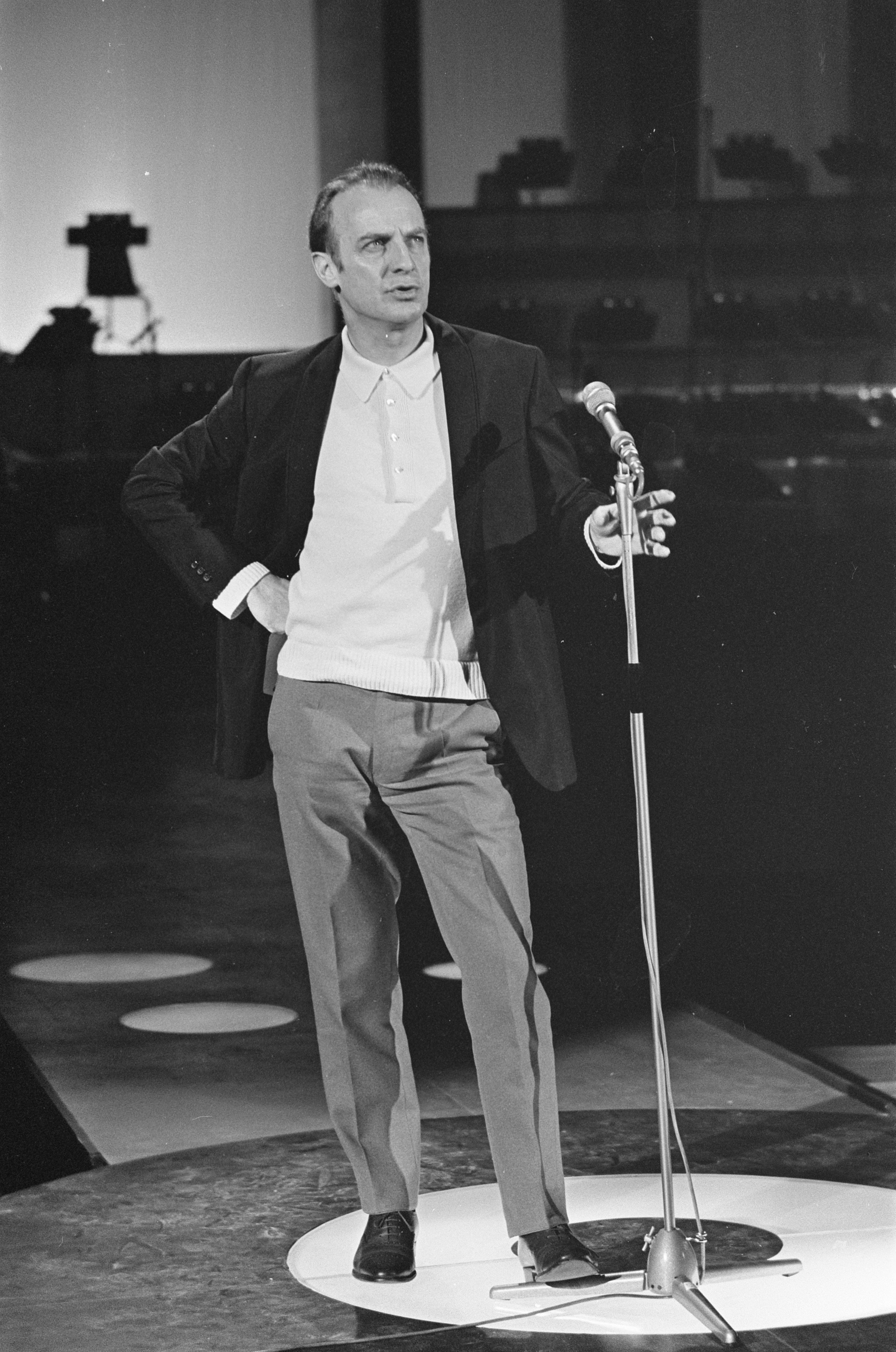
Wim Sonneveld
geboren in 1917

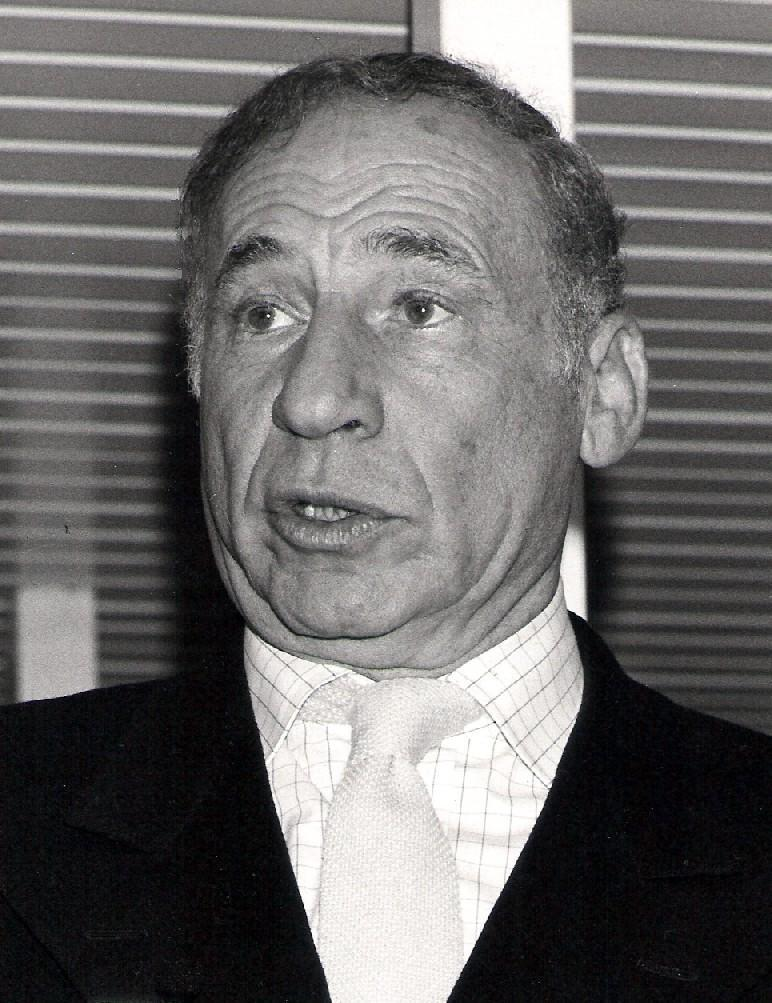
Mel Brooks
geboren in 1926

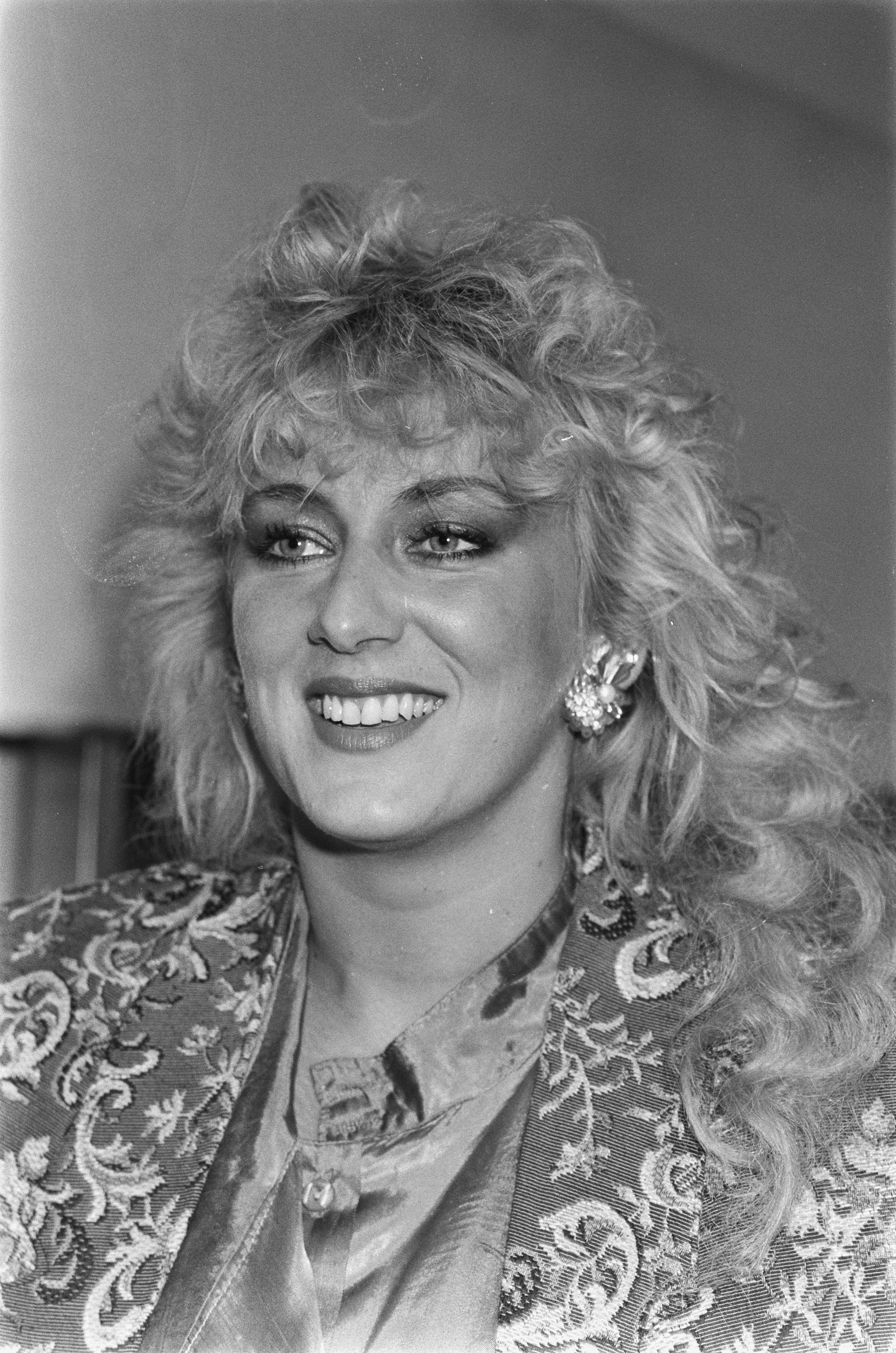
Karin Bloemen
geboren in 1960

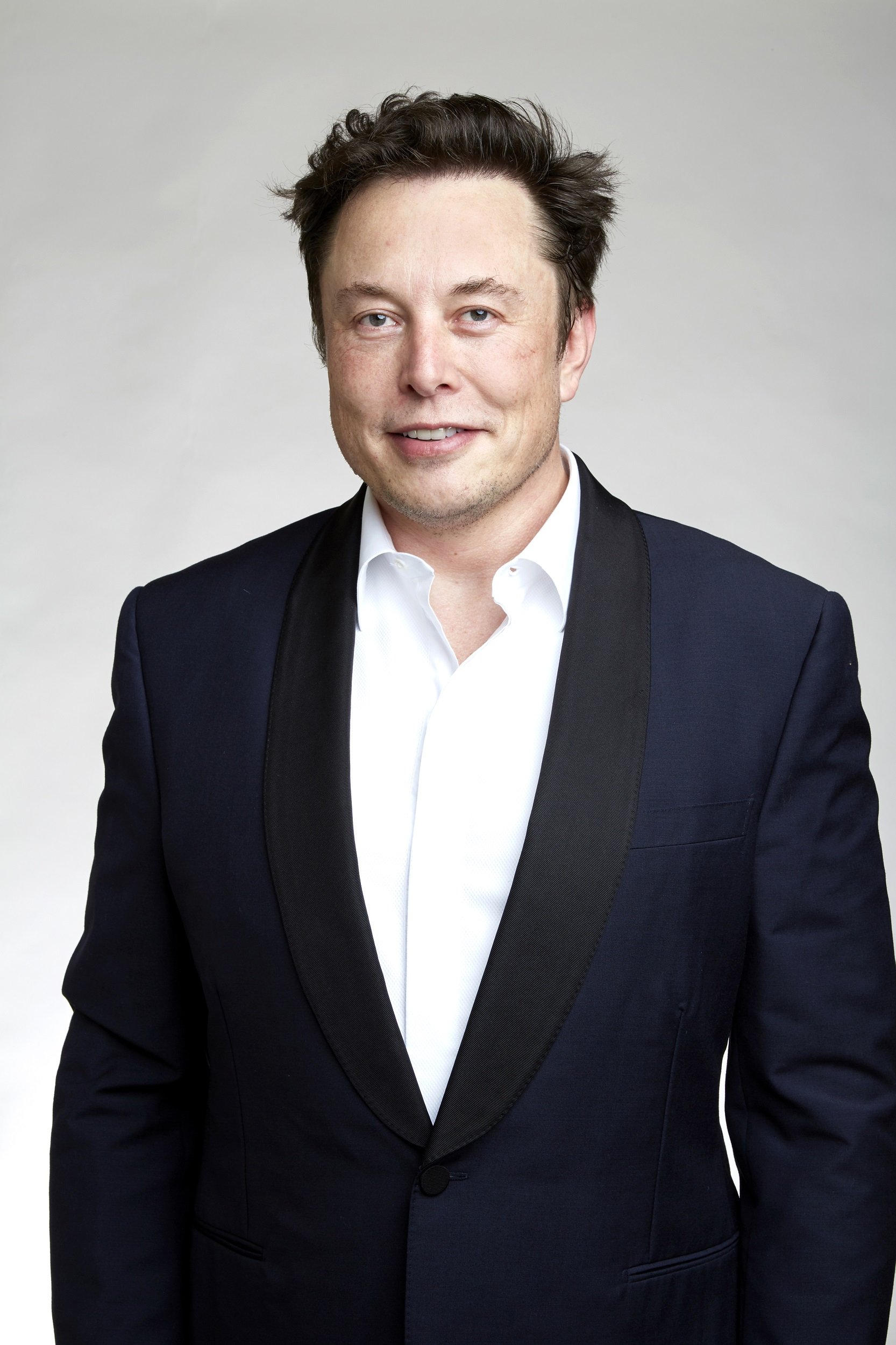
Elon Musk
geboren in 1971

- 1170 - Waldemar II, koning van Denemarken (overleden 1241)
- 1476 - Giovanni Pietro Carafa, de latere Paus Paulus IV 1555-1559 (overleden 1559)
- 1478 - Johan van Aragón, Spaans prins (overleden 1497)
- 1491 - Hendrik VIII van Engeland, Engels koning (overleden 1547)
- 1577 - Peter Paul Rubens, Belgisch barokschilder (overleden 1640)
- 1604 - Heinrich Albert, Duits componist en dichter (overleden 1651)
- 1712 - Jean-Jacques Rousseau, Zwitsers-Frans filosoof, schrijver, en componist (overleden 1778)
- 1796 - Caroline Amalia van Augustenburg, koningin-gemalin van Denemarken (overleden 1881)
- 1799 - Amelie van Württemberg, hertogin van Saksen-Altenburg (overleden 1848)
- 1824 - Paul Pierre Broca, Frans arts, anatoom en antropoloog (overleden 1880)
- 1867 - Luigi Pirandello, Italiaans schrijver (overleden 1936)
- 1873 - Alexis Carrel, Frans arts (overleden 1944)
- 1878 - Carl von Tiedemann, Duits generaal (overleden 1979)
- 1879 - Adriaan Hendrik Sirks, Nederlands militair en politiefunctionaris (overleden 1941)
- 1881 - Gijs Küller, Nederlands luchtvaartpionier (overleden 1959)
- 1882 - Georgi Dimitrov, Bulgaars politicus (overleden 1949)
- 1883 - Pierre Laval, Frans politicus (overleden 1945)
- 1891 - Carl Panzram, Amerikaans seriemoordenaar (overleden 1930)
- 1893 - Florence Henri, Amerikaans Zwitsers fotografe (overleden 1982)
- 1895 - Kazimierz Sikorski, Pools componist (overleden 1986)
- 1902 - Pierre Brunet, Frans kunstschaatser (overleden 1991)
- 1902 - Richard Rodgers, Amerikaans componist en theaterproducent (overleden 1979)
- 1906 - Maria Goeppert-Mayer, Duits-Amerikaans natuurkundige en Nobelprijswinnares (overleden 1972)
- 1907 - Emily Perry, Brits actrice (overleden 2008)
- 1907 - Yvonne Sylvain, Haïtiaans arts (overleden 1989)
- 1912 - Carl Friedrich von Weizsäcker, Duits natuurkundige en filosoof (overleden 2007)
- 1914 - Aribert Heim, Oostenrijks nazi-arts (overleden 1992)
- 1917 - A.E. Hotchner, Amerikaans schrijver (overleden 2020)
- 1917 - Wim Sonneveld, Nederlands cabaretier (overleden 1974)
- 1921 - Narasimha Rao, Indiaans politicus (overleden 2004)
- 1923 - Adolfo Schwelm-Cruz, Argentijns autocoureur (overleden 2012)
- 1924 - Lloyd LaBeach, Panamees atleet (overleden 1999)
- 1924 - Henk van Stipriaan, Nederlands journalist en presentator (overleden 1989)
- 1926 - Mel Brooks, Amerikaans filmacteur en -producer
- 1927 - Fritzi Harmsen van Beek, Nederlands schrijfster (overleden 2009)
- 1927 - Frank Sherwood Rowland, Amerikaans chemicus en Nobelprijswinnaar (overleden 2012)
- 1927 - Boris Sjilkov, Russisch schaatser (overleden 2015)
- 1928 - Stan Barstow, Engels schrijver (overleden 2011)
- 1928 - Roberto Belangero, Braziliaans voetballer (overleden 1996)
- 1928 - Claus Biederstaedt, Duits acteur (overleden 2020)
- 1928 - Hans Blix, Zweeds politicus
- 1928 - Frank Sherwood Rowland, Amerikaans chemicus (overleden 2012)
- 1930 - William Campbell, Iers-Amerikaans bioloog en parasitoloog
- 1930 - Leo Kogeldans, Surinaams-Nederlands voetballer (overleden 2024)
- 1931 - Adam Zieliński, Pools advocaat, ombudsman en politicus (overleden 2022)
- 1932 - Pat Morita, Japans-Amerikaans acteur (overleden 2005)
- 1934 - Carl Levin, Amerikaans politicus (overleden 2021)
- 1934 - Georges Wolinski, Frans striptekenaar en cartoonist (overleden 2015)
- 1935 - Aad van den Heuvel, Nederlands journalist en televisiepresentator (overleden 2020)
- 1935 - John Inman, Brits acteur (overleden 2007)
- 1937 - Richard Bright, Amerikaans acteur (overleden 2006)
- 1937 - Ambrogio Valadè, Italiaans voetballer (overleden 2007)
- 1937 - Georgios Zaimis, Grieks zeiler (overleden 2020)
- 1939 - Kalinka (Gilberte Verschaeren), Belgisch zangeres en presentatrice
- 1940 - Muhammad Yunus, Bengalees econoom en bankier
- 1942 - Peter Diepenhorst, Nederlands burgemeester (overleden 2022)
- 1942 - John Lamers, Nederlands zanger (overleden 2023)
- 1944 - Otto Hofer, Zwitsers ruiter
- 1944 - Luis Nicolao, Argentijns zwemmer
- 1946 - Bruce Davison, Amerikaans acteur
- 1946 - Gilda Radner, Amerikaans actrice (overleden 1989)
- 1946 - Aalt Westerman, Nederlands streektaalzanger
- 1948 - Kathy Bates, Amerikaans filmactrice
- 1948 - Ellen Wellmann, Duits atlete (overleden 2023)
- 1949 - Karel Aalbers, Nederlands voetbalvoorzitter en zakenman
- 1949 - Willem van Dalen, voormalig Nederlands autocoureur
- 1951 - Cherry Wijdenbosch, Nederlands zangeres
- 1952 - Pietro Mennea, Italiaans atleet en politicus (overleden 2013)
- 1953 - François al-Hajj, Libanees generaal (overleden 2007)
- 1953 - Gernot Rohr, Duits voetballer en voetbalcoach
- 1954 - Alice Krige, Zuid-Afrikaans actrice
- 1954 - Benoît Sokal, Belgisch stripauteur en spelontwerper (overleden 2021)
- 1954 - Harald de Vlaming, Nederlands zeiler (overleden 2023)
- 1955 - Karl Fleschen, Duits atleet
- 1955 - Eberhard van der Laan, Nederlands advocaat, politicus en burgemeester van Amsterdam (overleden 2017)
- 1956 - Amira Hass, Israëlisch journalist en schrijfster
- 1956 - Flor Van Noppen, Belgisch politicus (overleden 2014)
- 1957 - Annelie Botes, Zuid-Afrikaans schrijfster (overleden 2024)
- 1957 - Paul Frommeyer, Duits atleet
- 1957 - Georgi Parvanov, Bulgaars politicus
- 1957 - Guido Swinnen, Belgisch voetballer
- 1958 - Ingrid Delagrange, Belgisch atlete
- 1959 - Bert Bouwmeester, Nederlands politicus
- 1959 - Ed van Es, Nederlands waterpoloër
- 1960 - Karin Bloemen, Nederlands cabaretière
- 1960 - Wim Koevermans, Nederlands voetballer en voetbalcoach
- 1962 - Ubel Zuiderveld, Nederlands journalist
- 1964 - Peter Goddard, Australisch motorcoureur
- 1964 - Luc Steeno, Belgisch zanger
- 1965 - Morten Bruun, Deens voetballer
- 1965 - Belayneh Densamo, Ethiopisch atleet
- 1965 - Alex van Galen, Nederlands scenario- en thrillerschrijver
- 1966 - Bobby Bare jr., Amerikaans zanger, songwriter en producer
- 1966 - John Cusack, Amerikaans acteur
- 1966 - Åsa Larsson, Zweeds schrijfster
- 1967 - Arno Bezemer, Nederlands schaker
- 1967 - Hilde Crevits, Belgisch minister
- 1967 - Lars Riedel, Duits atleet
- 1968 - Christian Blunck, Duits hockeyer
- 1968 - Chayanne, Puerto Ricaans zanger
- 1969 - Stéphane Chapuisat, Zwitsers voetballer
- 1969 - Ayelet Zurer, Israëlisch actrice
- 1970 - Melanie Schultz van Haegen, Nederlands politica
- 1971 - Fabien Barthez, Frans voetbaldoelman
- 1971 - Sean Dyche, Engels voetballer en voetbaltrainer
- 1971 - Paul Magnette, Waals-Belgisch politicoloog en politicus
- 1971 - Elon Musk, Zuid-Afrikaans/Canadees/Amerikaans ingenieur en ondernemer
- 1971 - Ray Slijngaard, Nederlands rapper
- 1972 - Marianne Besselink, Nederlands burgemeester
- 1972 - Peter Binkovski, Sloveens voetballer
- 1972 - Lisa van Ginneken, Nederlands Tweede Kamerlid (D66)
- 1972 - Alessandro Nivola, Amerikaans acteur
- 1973 - Adrián Annus, Hongaars atleet
- 1973 - Alberto Berasategui, Spaans tennisser
- 1973 - André Lange, Duits bobsleeër
- 1973 - Ingrid Seynhaeve, Belgisch topmodel
- 1973 - Regillio Simons, Nederlands voetballer
- 1974 - Siphiwo Ntshebe, Zuid-Afrikaans tenor (overleden 2010)
- 1974 - Manolo Poulot, Cubaans judoka
- 1975 - Francis van Broekhuizen, Nederlands operazangeres
- 1976 - Shinobu Asagoe, Japans tennisster
- 1976 - Simone Cadamuro, Italiaans wielrenner
- 1976 - Paweł Gil, Pools voetbalscheidsrechter
- 1978 - Bernd Thijs, Belgisch voetballer
- 1980 - Maurizio Domizzi, Italiaans voetballer
- 1980 - Birger Maertens, Belgisch voetballer
- 1980 - Jevgeni Novikov, Estisch voetballer
- 1981 - Guillermo Martínez, Cubaans atleet
- 1981 - Mara Santangelo, Italiaans tennisster
- 1982 - Tomislav Pačovski, Macedonisch voetballer
- 1982 - Gigi Ravelli, Nederlands actrice en presentatrice
- 1983 - Dorge Kouemaha, Kameroens voetballer
- 1983 - Aleksej Petoechov, Russisch langlaufer
- 1984 - Ramazan Özcan, Oostenrijks voetballer
- 1984 - Andrij Pjatov, Oekraïens voetballer
- 1984 - Eva Willemarck, Belgisch atlete en bobsleester
- 1985 - Marc Hester, Deens wielrenner
- 1985 - Maria Mendes, Portugees jazzzangeres
- 1985 - Sławomir Kuczko, Pools zwemmer
- 1985 - Wine Lauwers, Belgisch radiopresentatrice
- 1986 - Matt Abood, Australisch zwemmer
- 1986 - Mathias Beche, Zwitsers autocoureur
- 1987 - Jaime Bruinier, Nederlands voetballer
- 1987 - Teddy Chevalier, Frans voetballer
- 1987 - Bogdan Stancu, Roemeens voetballer
- 1987 - Justyn Warner, Canadees atleet
- 1988 - Nikolaj Michajlov, Bulgaars voetbaldoelman
- 1989 - Joshua Dunkley-Smith, Australisch roeier
- 1989 - Reinout Scholten van Aschat, Nederlands acteur
- 1990 - Michael Vingerling, Nederlands wielrenner
- 1991 - Kevin De Bruyne, Belgisch voetballer
- 1991 - Anzjelika Sidorova, Russisch atlete
- 1991 - Will Stevens, Brits autocoureur
- 1992 - Oscar Hiljemark, Zweeds voetballer
- 1992 - Elaine Thompson, Jamaicaans atlete
- 1994 - Anouk Bruil, Nederlands voetbaltrainer
- 1994 - Anish Giri, Russisch-Nederlands schaker
- 1994 - Elis Ligtlee, Nederlands baanwielrenster
- 1994 - Hoessein bin al-Abdoellah, Jordaans prins
- 1995 - Demi-Leigh Nel-Peters, Zuid-Afrikaans model
- 1996 - Kyle Stolk, Nederlands zwemmer
- 1996 - Willemijn de Munnik, Nederlands zangeres
- 1997 - Tadasuke Makino, Japans autocoureur
- 1997 - Desiree Vranken, Nederlands paralympisch atlete
- 1998 - Joel Eriksson, Zweeds autocoureur
- 1999 - Viivi, Fins zangeres
- 2000 - Melvine Malard, Frans voetbalster
- 2001 - Elisabeth Terland, Noors voetbalster
- 2003 - Yaël Mollink, Nederlands voetbalster
- 2004 - Kévin Danois, Frans-Guadeloups voetballer
- 2004 - Franculino Djú, Guinee-Bissaus-Portugees voetballer
- 2004 - Izan Guevara, Spaans motorcoureur
- 2005 - Tom Bischof, Duits voetballer
- 2005 - Francesco Pio Esposito, Italiaans voetballer

## Overleden

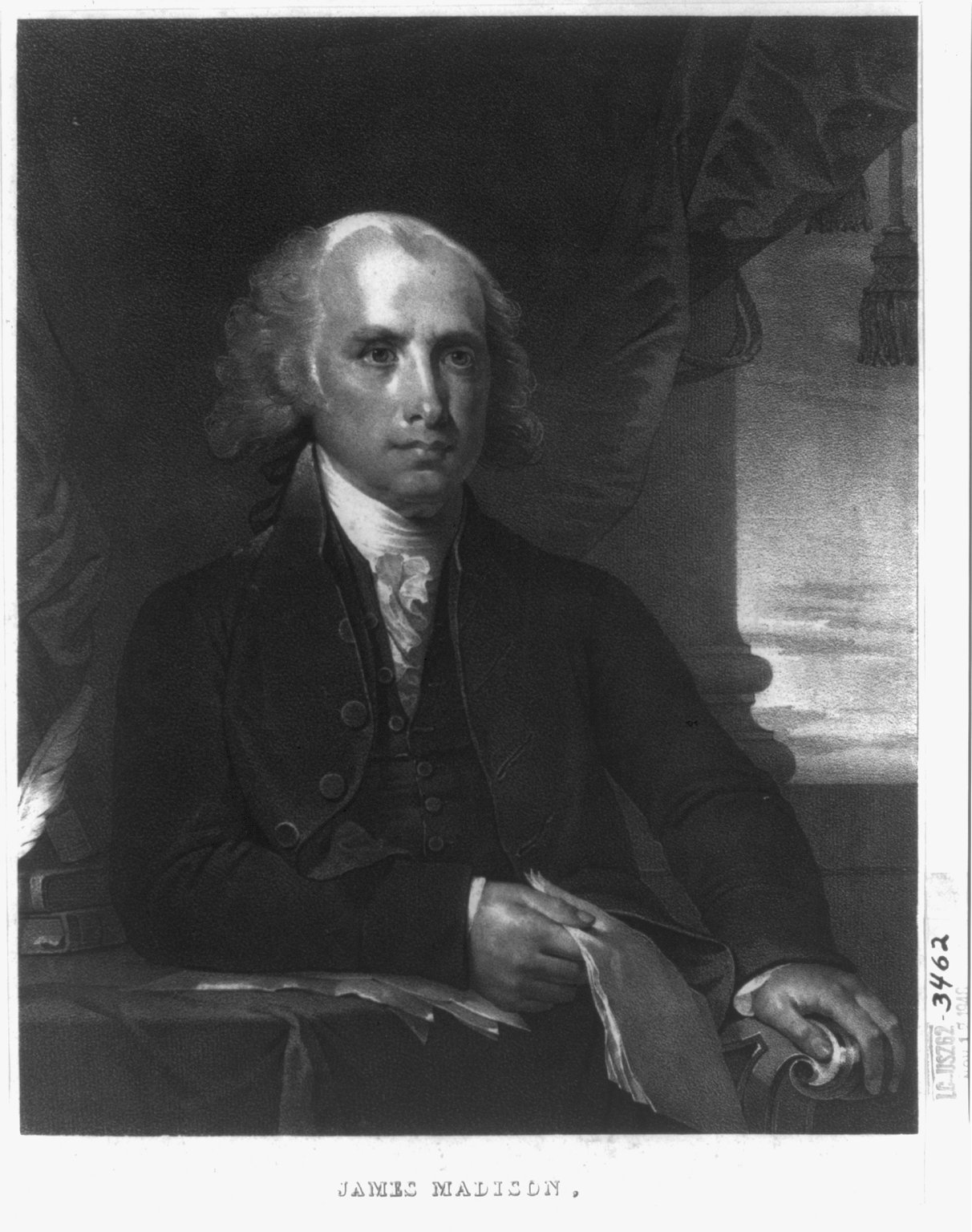
James Madison
overleden in 1836

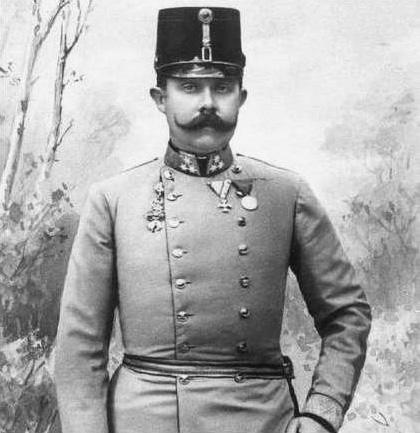
Frans Ferdinand van Oostenrijk-Este
overleden in 1914

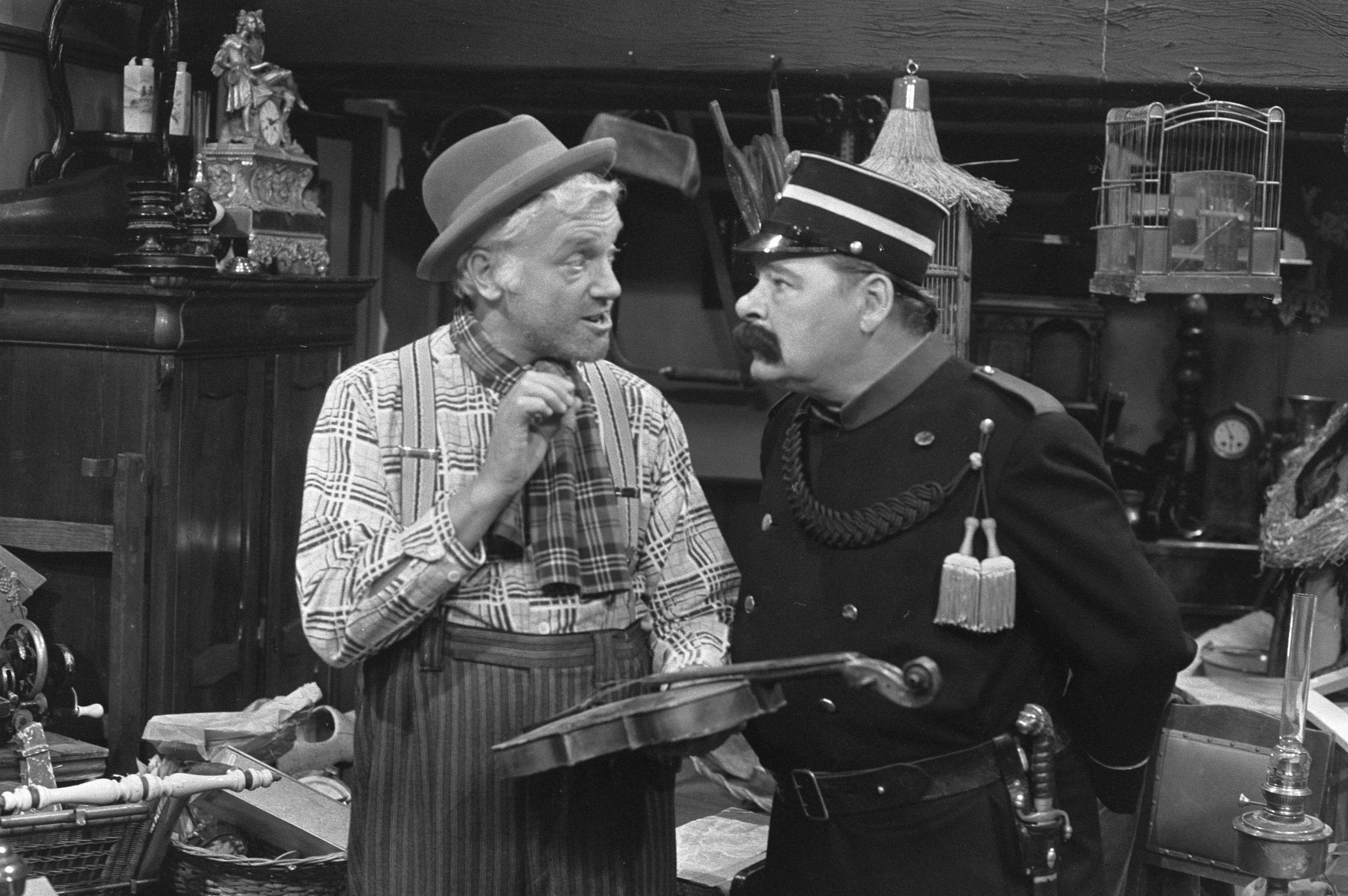
Piet Ekel (hier als Malle Pietje naast Lou Geels als Bromsnor)
overleden in 2012

- 548 - Theodora I (~48), keizerin van Byzantium
- 572/573 - Alboin, koning van de Longobarden
- 767 - Paus Paulus I, paus van 757 tot 767
- 1389 - Lazar Hrebeljanović (~60), koning van Servië
- 1540 - Frederik II Gonzaga (40), Italiaans markgraaf
- 1598 - Abraham Ortelius (71), Belgisch geograaf
- 1607 - Domenico Fontana (64?), Italiaans-Zwitsers architect
- 1801 - Martin Johann Schmidt (82), Oostenrijks kunstschilder
- 1836 - James Madison (85), 4e president van de Verenigde Staten
- 1867 - Frederik Günther van Schwarzburg-Rudolstadt (70), vorst van Schwarzburg-Rudolstadt
- 1872 - Gaspard Théodore Mollien (75), Frans diplomaat en ontdekkingsreiziger
- 1902 - Edouard Castres (64), Zwitsers kunstenaar
- 1914 - Sophie Chotek (46), vrouw van Aartshertog Frans Ferdinand
- 1914 - Aartshertog Frans Ferdinand van Oostenrijk-Este (50), werd vermoord in Sarajevo (Servië)
- 1921 - Charles Joseph Bonaparte (70), Amerikaans politicus en oprichter van de FBI
- 1922 - Velimir Chlebnikov (36), Russisch dichter
- 1940 - Italo Balbo (44), Italiaans fascist
- 1944 - Friedrich Dollmann (62), Duits generaal
- 1946 - Eduard Veterman (44), Nederlands schrijver en verzetsman
- 1960 - Juan Jover (56), Spaans autocoureur
- 1961 - Manuel Marinho Alves (Maneca) (35), Braziliaans voetballer
- 1967 - Oskar Maria Graf (72), Duits schrijver
- 1971 - Franz Stangl (63), Oostenrijks SS'er
- 1974 - Vannevar Bush (84), Amerikaans wetenschapper
- 1975 - Serge Reding (33), Belgisch gewichtheffer
- 1975 - Rod Serling (50), Amerikaans scriptschrijver
- 1978 - Clifford Dupont (72), Zimbabwaans politicus
- 1978 - Diny de Neef (51), Nederlands actrice
- 1981 - Terry Fox (22), Canadees atleet
- 1984 - Yigael Yadin (67), Israëlisch archeoloog en politicus
- 1989 - Joris Ivens (90), Nederlands regisseur en filmmaker
- 1990 - Theo Boosten (69), Nederlands architect
- 1992 - Peter Hirt (82), Zwitsers autocoureur
- 1992 - Michail Tal (55), Lets schaakgrootmeester
- 1993 - Boris Christoff (74), Bulgaars-Italiaans operazanger
- 1995 - Mauro Raphael (Maurinho) (62), Braziliaans voetballer
- 1997 - Karel Reijnders (77), Nederlands letterkundige
- 2003 - Wim Slijkhuis (80), Nederlands atleet
- 2008 - Roeslana Korsjoenova (20), Kazachs model
- 2009 - A. K. Lohithadas (54), Indiaas filmscenarioschrijver en -regisseur
- 2009 - Billy Mays (50), Amerikaans televisiepersoonlijkheid
- 2009 - Albert Ramaker (96), Nederlands omroeppionier
- 2009 - Yu Hyun-mok (83), Koreaans filmregisseur
- 2010 - Robert Byrd (92), Amerikaans politicus
- 2010 - Nicolas Hayek (82), Zwitsers ondernemer
- 2010 - Rodolfo Torre Cantú (46), Mexicaans politicus
- 2011 - Ellen Warmond (80), Nederlands dichteres
- 2012 - Piet Ekel (90), Nederlands acteur
- 2013 - Alain Mimoun (92), Frans atleet
- 2013 - Silvi Vrait (62), Ests zangeres
- 2015 - Goran Brajković (36), Kroatisch voetballer
- 2015 - Jaap Buijs (69), Nederlands artiestenmanager
- 2016 - Theo Dilissen (62), Belgisch bestuurder en basketbalspeler
- 2016 - Freddie Gilroy (80), Brits bokser
- 2016 - André Guelfi (97), Frans formule 1-coureur
- 2016 - Scotty Moore (84), Amerikaans gitarist
- 2017 - Nies Gerritsma (78), Nederlands burgemeester
- 2017 - Wim Vergeer (91), Nederlands politicus
- 2018 - Goran Bunjevčević (45), Servisch voetballer
- 2018 - Harlan Ellison (84), Amerikaans schrijver
- 2018 - Christine Nöstlinger (81), Oostenrijks schrijfster
- 2021 - Vera Nikolić (72), Joegoslavisch atlete
- 2022 - Humphrey Anson (83), Surinaams drummer
- 2022 - Cüneyt Arkın (Fahrettin Cüreklibatır) (84), Turks acteur en filmregisseur
- 2022 - Martin Bangemann (87), Duits politicus
- 2024 - Olegário Tolói de Oliveira (84), Braziliaans voetballer en voetbaltrainer
- 2025 - Germán Gullón (80), Spaans letterkundige en schrijver
- 2025 - Tigran Nalbandian (50), Armeens schaker

## Viering/herdenking
- Internationale Caps lockdag
- Rooms-Katholieke kalender:

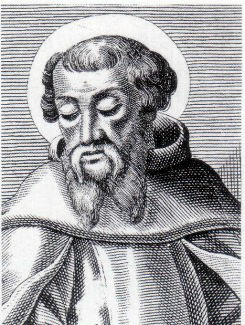
Ireneüs

  - Heilige Ireneüs van Lyon († 202) - Gedachtenis
  - Heilige Paulus I († 767)
  - Heiligen Serenus, Theodorus, Plutarchus, Marcella van Alexandrie e.a. († ca 211)
- Tau-dag
- Vidovdan

## Weerextremen

### Nederland
| | Officiële records | Officiële records | Officiële records |      | Landelijke records | Landelijke records | Landelijke records |
| Gebeurtenis | Jaar              | Extreem           | Locatie           | Jaar | Extreem            | Locatie            |                    |
| --- | ----------------- | ----------------- | ----------------- | ---- | ------------------ | ------------------ | ------------------ |
| Laagste etmaalgemiddelde temperatuur (°C) | 1927              | 10,8              | De Bilt           |      | 1923               | 9,9                | Eelde              |
| Hoogste etmaalgemiddelde temperatuur (°C) | 1947              | 26,6              | De Bilt           |      | 1947               | 26,6               | De Bilt            |
| Laagste minimumtemperatuur (°C) | 1940              | 3,9               | De Bilt           |      | 1929               | 3,4                | Maastricht         |
| Hoogste minimumtemperatuur (°C) | 2011              | 19,2              | De Bilt           |      | 1976               | 20,1               | Vlissingen         |
| Laagste maximumtemperatuur (°C) | 1981              | 12,7              | De Bilt           |      | 1981               | 11,6               | De Kooy            |
| Hoogste maximumtemperatuur (°C) | 1947              | 34,0              | De Bilt           |      | 2011               | 34,5               | Eindhoven, Hupsel  |
| Hoogste uurgemiddelde windsnelheid (m/s) | 1938              | 10,8              | De Bilt           |      | 1966               | 20,1               | De Kooy            |
| Hoogste windstoot (m/s) | 2011              | 22,0              | De Bilt           |      | 2011               | 32,0               | Eindhoven          |
| Langste zonneschijnduur (uur) | 1902              | 16,7              | De Bilt           |      | 1902               | 16,7               | De Bilt            |
| Langste neerslagduur (uur) | 1981              | 19,2              | De Bilt           |      | 1981               | 19,3               | Rotterdam          |
| Hoogste etmaalsom van de neerslag (mm) | 2011              | 28,8              | De Bilt           |      | 2011               | 99,1               | Herwijnen          |
| Laagste etmaalgemiddelde relatieve vochtigheid (%) | 1902              | 44                | De Bilt           |      | 1902               | 44                 | De Bilt            |
| Laagste uurwaarde luchtdruk op zeeniveau (hPa) | 2017              | 994,4             | De Bilt           |      | 2017               | 993,4              | Vlieland           |
| Hoogste uurwaarde luchtdruk op zeeniveau (hPa) | 1935              | 1031,5            | De Bilt           |      | 1935               | 1033,1             | Maastricht         |
| Officiële records worden altijd gemeten op het KNMI-weerstation in De Bilt. Landelijke records kunnen worden gemeten op elk officieel KNMI-weerstation in Nederland. |                   |                   |                   |      |                    |                    |                    |

Uitzonderlijke gebeurtenissen
- 1902 - Officieel maandrecord langste zonneschijnduur in uren van juni gemeten in De Bilt: 16,7. Samen met 24, 26 en 27 juni 1902
- 1902 - Landelijk maandrecord langste zonneschijnduur in uren van juni gemeten in De Bilt: 16,7. Samen met 24, 26 en 27 juni 1902
- 2011 - Officieel hoogste minimumtemperatuur in °C van het jaar gemeten in De Bilt: 19,2
- 2011 - Laatste officiële tropische dag van het jaar (maximumtemperatuur ≥ 30 °C in De Bilt)
- 2011 - In Herwijnen valt in een uur tijd 79 mm neerslag[11]
- 2023 - Officieel langste neerslagduur in uren van juni dit jaar gemeten in De Bilt: 5,6. Samen met 22 juni

### België
Dagrecords
- 1843 - Laagste etmaalgemiddelde temperatuur 10 °C
- 1947 - Hoogste etmaalgemiddelde temperatuur 26,7 °C
- 1925 - Laagste minimumtemperatuur 5,7 °C
- 1947 - Hoogste maximumtemperatuur 34,7 °C
- 1981 - Hoogste etmaalsom van de neerslag 48,5 mm

Uitzonderlijke gebeurtenissen
- 1906 - Door hagelbuien tussen Samber en Maas worden verschillende duizenden hectaren graan en bieten vernield. In Beaumont vindt men een hagelsteen die 250 gram weegt.
- 1906 - Tornado veroorzaakt schade in het bos van Sugny (Vresse-sur-Semois).
- 1974 - Tornado beschadigt huizen in Farciennes.
- 2011 - De minimumtemperaturen blijven in een groot deel van het land boven 20° C. In Lanaken wordt een maximumtemperatuur gemeten van 36,4 °C, terwijl in de rest van het land de maximumtemperaturen ook boven 30° C liggen.
- 2011 - Hevige onweersbuien gaan gepaard met zware windstoten tot 119 km/h in Bevekom en hagelstenen met een diameter van 7 cm die auto's beschadigen in Genk. De neerslaghoeveelheden lopen op tot 95,2 mm in Geldenaken.

<< · 1 · 2 · 3 · 4 · 5 · 6 · 7 · 8 · 9 · 10 · 11 · 12 · 13 · 14 · 15 · 16 · 17 · 18 · 19 · 20 · 21 · 22 · 23 · 24 · 25 · 26 · 27 · 28 · 29 · 30 · >>